# David Ribolleda
David Ribolleda Bernat (* 13. Februar 1985 in Andorra) ist ein andorranischer ehemaliger Fußballspieler.
Ribolleda spielte von 2004 bis 2009 beim FC Andorra. Danach wechselte er zum FC Santa Coloma, mit dem er 2010 und 2011 andorranischer Meister wurde. In der Nationalmannschaft Andorras wurde er bisher viermal eingesetzt.